# 北区立梅木小学校

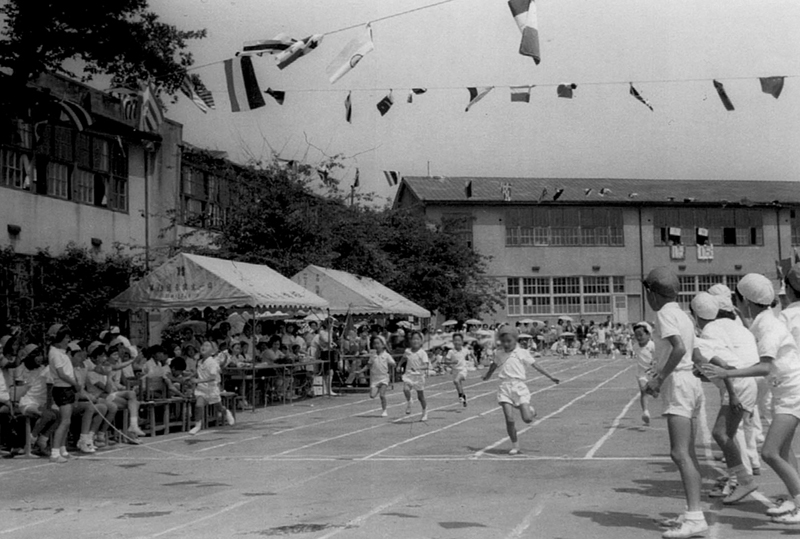
1970年代の校庭と校舎

北区立梅木小学校（きたくりつ うめのきしょうがっこう）は、東京都北区西が丘二丁目にある公立小学校。
東京都北区の西部に位置し、付近には国立スポーツ科学センター、国立西が丘サッカー場（味の素フィールド西が丘）がある。

## 概要
1954年（昭和29年）北区立第三岩淵小学校の分教場として開設され、1956年（昭和31年）に北区立梅木小学校として開校した。
校名の「梅木」は「うめのき」と読む。同校敷地の南側には公立幼稚園「北区立うめのき幼稚園」が併設されている。
教育目標は「やさしく　かしこく　たくましく」。
梅木小学校のオリジナルキャラクターとして「うめぴょん」が設定されている。

### サブファミリー
「サブファミリー」として、以下の区立小中学校と提携している。
- 北区立稲付中学校
- 北区立西が丘小学校[7]（北区立清水小学校と北区立第三岩淵小学校を統合して創立[8]）

### 学校統廃合計画
近年の少子化による児童数の減少を受け、稲付中学校のサブファミリーブロックに属する区立小学校のうち3校（清水小学校、第三岩淵小学校、梅木小学校）を2校へ統廃合することとなり、「稲付中学校サブファミリーブロック小学校適正配置検討協議会」を設置して協議を行った。その結果、2014年（平成26年）8月26日開催の第13回協議会で方針をまとめ、同協議会は解散した。
同協議会がまとめた方針を受け、北区教育委員会は同年9月24日に「東京都北区立学校第九次（平成28年度）適正配置方針」を決定、区立小学校の統廃合についての方針を以下のとおり定めた。
1. 2016年（平成28年）4月1日、清水小学校と第三岩淵小学校を統合する[8]。
統合校は、第三岩淵小学校（西が丘一丁目12番14号）の場所に置く。ただし統合校を改築するまでの間は、清水小学校（十条仲原四丁目5番17号）の場所に置く[8]。
2. 梅木小学校は、現在の場所に存置する[8]。

これにより梅木小学校は存続したが、同校の母体となった北区立第三岩渕小学校は統廃合の対象となり、北区立西が丘小学校となった。

## 沿革
- 1954年（昭和29年）6月5日 - 北区立第三岩淵小学校の分教場として開設（児童数169人）[1]。
- 1956年（昭和31年）3月25日 - 北区立梅木小学校として開校（児童数588人）[1]。校章を制定[1]。この日を開校記念日と定める。
- 1957年（昭和32年）- 校歌を制定[1]（矢野亮作詞、佐藤長助作曲[9]）。
- 1964年（昭和39年）- 校旗を制定[1]。
- 1966年（昭和41年）- 創立10周年を迎える[1]。
- 1976年（昭和51年）- 創立20周年を迎える[1]。鉄筋校舎が完成[1]。児童数492人となる[1]。
- 1986年（昭和61年）- 創立30周年を迎える[1]。
- 1994年（平成6年）- ランチルームを新設[1]。
- 1996年（平成8年）- 創立40周年を迎える[1]。
- 1998年（平成10年）- パソコン室が完成[1]。
- 2000年（平成12年）- 道徳授業地区公開講座を開始[1]。児童数214人となる[1]。
- 2003年（平成15年）- 児童数186人となる[1]。
- 2006年（平成18年）- 創立50周年を迎える[1]。
- 2016年（平成28年）- 創立60周年を迎える。

## 学区
同校の学区は以下のとおりである（2021年9月1日現在）。
- 西が丘二丁目（全域）[11]
- 西が丘三丁目（全域）[11]
- 西が丘一丁目（1番、8番 - 9番、16番 - 20番、25番 - 32番、37番 - 48番）[11]
- 赤羽西三丁目（35番3号 - 7号、36番4号 - 9号、37番）[11]

同校の学区である西が丘と赤羽西は、北区立稲付中学校の学区となっている。

## 交通
路線バス
- 国際興業バス
  - 赤羽駅西口・王子駅より赤50系統ほか「HPSC南」（旧称「国立西が丘競技場」[14]）バス停下車、徒歩5分